# رفتن تمام راه
رفتن تمام راه (انگلیسی: Going All the Way) یک فیلم سینمایی آمریکایی محصول سال ۱۹۹۷ به کارگردانی مارک پلینگتون است. بازیگران اصلی فیلم جرمی دیویس، بن افلک، ریچل وایس، امی لوکین و رز مک‌گوآن هستند. این فیلم در ایندیاناپولیس فیلمبرداری شد و زمینه رمان زندگی‌نامه ویکفیلد را فراهم کرد.

## داستان
دو مرد جوان پس از گذراندن وقت در نیروی زمینی ایالات متحده آمریکا در طول جنگ کره به ایندیانا بازمی‌گردند و در آمریکای میانه به جستجوی عشق و تحقق می‌پردازند.